# ブレット・プレブル
ブレット・プレブル（Brett Prebble、香港表記:柏寶、1977年9月23日 - ）は香港ジョッキークラブに所属していた騎手。オーストラリアのメルボルン出身。

## 来歴
2001年12月、第15回ワールドスーパージョッキーズシリーズでオセアニア代表（オーストラリア）として出場するため日本を訪れる。中央競馬初騎乗は12月1日阪神競馬第9競走のゴールデンサドルトロフィーにてエプソムソルジャーに騎乗し6着。このシリーズは35点で5位の成績だった。12月4日には園田競馬場で行われた第8回インターナショナルジョッキーカップにも出場し2位となった。
2001/2002シーズン、23歳でオーストラリアビクトリア州（メトロポリタン）のリーディングジョッキーとなる。以降アジア各地で騎乗する。
2004/2005シーズンから本格的に香港で騎乗する。466戦37勝で香港リーディング8位。第38回スプリンターズステークスでは単勝8番人気だったケープオブグッドホープに騎乗し3着になった。 
2005/2006年シーズンは479戦63勝で香港リーディング2位。
2006年、第6回チャンピオンズマイルをブリッシュラックで制し、第56回安田記念も同馬で制し、GIで中央競馬初勝利を挙げた。それと同時にアジアマイルチャレンジで総合優勝となりボーナスを獲得した。また12月には、第20回ワールドスーパージョッキーズシリーズに出場予定だったダグラス・ホワイトが辞退したため、代役で今回はアジア地区代表として急遽参戦し、30点で5位の成績だった。
2009/2010年シーズンは、年間を通して好調を維持した。一時はホワイトに大きな差をつけて騎手リーディング1位となり、2010年6月20日には、香港ジョッキークラブのこれまでの記録を破る1日6勝の固め打ちを見せたが、翌週にホワイトが1日5勝して差を詰め、7月には逆転されてわずか1勝差でリーディング2位となった。
2011/2012年シーズンは、同郷のザック・パートンが勝利数を伸ばし、熾烈なリーディング2位争いを演じた結果、僅かに1勝及ばず、61勝でリーディング3位に甘んじた。
2012/2013年シーズンでは、88勝を挙げた2位のパートンに比べ、半分以下の42勝に終わり、世代交代を印象付ける結果となった。
2013/2014年シーズンは不本意な成績に終わっている。
2024年6月18日、騎手を引退することを発表した。

## おもな騎乗馬
- Cape of Good Hope / ケープオブグッドホープ（2005年オーストラリアステークス）
- Bullish Luck / ブリッシュラック（2006年チャンピオンズマイル、安田記念）
- Absolute Champion/アブソルートチャンピオン（2006年香港スプリント）
- Sight Winner / サイトウィナー（2008年チャンピオンズマイル）
- Sacred Kingdom / セイクリッドキングダム（2009年クリスフライヤーインターナショナルスプリント、2009年香港スプリント）
- Lucky Nine / ラッキーナイン（2011年香港スプリント、2013年クリスフライヤーインターナショナルスプリント）
- Green Moon / グリーンムーン（2012年メルボルンカップ）